# غيفورغ كارابتيان
غيفورغ كارابتيان (بالأرمنية: Գևորգ Կարապետյան)‏ هو لاعب كرة قدم أرميني في مركز الهجوم، ولد في 10 يونيو 1990 في يريفان في أرمينيا. شارك مع منتخب أرمينيا تحت 21 سنة لكرة القدم. أما مع النوادي، فقد لعب مع أرارات يريفان وألاشكرت ونادي بانانتس ونادي ميكا.

## وصلات خارجية
- غيفورغ كارابتيان على موقع الاتحاد الأوربي (الإنجليزية)
- غيفورغ كارابتيان على موقع قاعدة بيانات كرة القدم.إي يو (الإنجليزية)
- غيفورغ كارابتيان على موقع Soccerway.com (الإنجليزية)